# Bo Larsson (företagare)
Bo Vilhelm Larsson, född 26 augusti 1945, är en svensk företagare och finansman.
Bo Larsson är son till Vilhelm Larsson, som 1965 grundade Trioplast i Smålandsstenar. Han och hans bror Lars tog över företaget i mitten av 1970-talet, och Bo Larsson blev ensam ägare 1984. 1997 tilldelades Bo Larsson Albert Bonniers pris Årets företagare som delas ut av Dagens Industri. År 2011 var han nummer åtta i ordning av dem som betalat högst skatt i Sverige.
Han ägde Trioplast fram tills 29 mars 2018 då Altor Fond IV tog över ägandet.